# أولغا فيدشنكو
أولغا ألكساندروفنا فيدشنكو أو أولغا فيدشنكو (30 تشرين الأول/أكتوبر 1845 - 24 نيسان/أبريل 1921) اختصاصية روسية في علم النبات. سمي نبات ورد فيدشنكو (باللاتينية: Rosa fedtschenkoana)، التي توجد في آسيا، نسبة إليها.

## التنشئة والتعليم
ولدت أولغا في موسكو في عام 1845. كان والدها ألكسندر أرمفلت يعمل أستاذا في جامعة موسكو. تلقت تعليمها في المنزل حتى سن الحادية عشرة وبعدها التحقت بالمدرسة حيث أبدت اهتماماً بعلم النبات. بدأت في جمع النباتات، وبدأت منذ حوالي عام 1861 باستخدام مهاراتها في الفن واللغة لترجمة الأوصاف الأكاديمية من علماء الطبيعة من الإنكليزية والفرنسية والألمانية. كانت تقوم بإعداد الرسوم التوضيحية والتواصل مع علماء الطبيعة الأجانب وزيارة متحف علوم الحيوان في الجامعة. عَمِلت لعدة سنوات قبل أن تقابل الجيولوجي أليكسي فيدشنكو.

## زواجها وتركستان
تزوجت من فيدشنكو، الجيولوجي الكفؤ الذي كان قد تخرج مؤخرا من قسم الجيولوجيا في جامعة موسكو، في الخامس من شهر تموز/يوليو عام 1867. عملت أولغا وزوجها معاً وفي عام 1868 رشح لأداء مهمة خطرة في منطقة من تركستان التي كانت قد خضعت مؤخراً للسيطرة الروسية. أصبحت أولغا عضواً كاملاً ضمن فريق العمل لكن دون راتب.
كانت المهمة خطرة لأن تركستان ما زالت في مرحلة تحول لتصبح جزءاً من الإمبراطورية الروسية. رشح اسم زوجها لأول حاكم عام لتركستان، كونستانتين فون كوفمان. كان كوفمان حاكماً عسكرياً واستمر في توسيع رقعة وحدود الإمبراطورية الروسية. أراد كوفمان استكشاف ما اعتبره «منطقة جديدة وبالكاد مستكشفة». تضمن فريق كوفمان أسرة فيدشنكو، والفنان الحربي فاسيلي فرشاغن، وفيما بعد التربوي واللغوي نيكولاي أوستروموف. أسس كوفمان موقعًا لمجتمع علماء موسكو الطبيعيين في مدينة طقشند. لم تذهب أسرة فيدشنكو إلى تركستان مباشرة؛ حيث ذهبا في رحلات تحضيرية إلى إيطاليا وفرنسا والسويد لدراسة ما جمعوه من نباتات. ذهبت أولغا أيضاً في رحلات فردية إلى المتاحف الروسية، خلال هذه الرحلات أخذت أولغا تدون الملاحظات وتجمع المعروضات.
ذهبوا معاً في بعثات استكشافية للنباتات إلى القوقاز وشبه جزيرة القرم وقرغيزستان وشمال الأورال وغرب تيان شان، وسلسلة جبال بامير. قامت عائلة فيدشنكو بثلاث رحلات استكشافية منفصلة بين عامي 1868 و1872. كانت هذه الاستكشافات محورية لسياسات الحاكم العام؛ وذلك لأنه أراد أن تنشر هذه المعلومات. نشرت الصحيفة المحلية تلك النتائج العلمية وكان كوفمان يستهدف معرض موسكو عموم روسيا التقني لعام 1872 كفرصة مناسبة لعرض الأبحاث والتحف الفنية التركستانية.
في عام 1872 أنجبت أولغا بوريس فيدتشينكو. توفي أليكس في عام 1973 إثر حادث تسلق في الجبل الأبيض، حيث ذهب لهناك لمقارنة الأنهار الجليدية بتلك التي شاهدها في تركستان؛ فدفنت أولغا زوجها في شاموني وعادت إلى موسكو.

## أرملة وعالمة طبيعة
طلبت منها مؤسسة العلوم الطبيعية والأنثروبولوجيا والإثنوغرافيا (OLEAE)، التي أرسلت كليهما، مواصلة مهمتها بنشر نتائجهما. كانت هذه بمثابة مهمة عظيمة حيث جمعت أولغا أكثر من 1500 عينة. قامت بفهرسة مجموعتها ثم شرعت بأجراء مزيد من الأبحاث لوحدها.
في عام 1878، قام إدوارد أوجست فون ريجل بالإعلان عن روزا فيدتشينكوانا (هو نوع من النبات) وتسميته تيمنا بها. أبدى ابنها بوريس أيضًا اهتمامه في علم النبات. في مذكرات جمعية كازان لعلماء الطبيعة المجلد 32 و33، وصف كلا من أولغا وبوريس 46 نوعا مستوطنا في عائلة الحوذان وجدت في تركستان الروسية. في عام 1901، زارت أولغا وبوريس جبال بامير معًا. عند عودتهما قاما معا بنشر زهرة البامير في عام 1901. في وقت لاحق من عام 1913، نشرا الاثنان معا Conspectus Florae Turkestanicae. ساهمت أولغا في حدائق الكورنيكل في تاريخ 10 حزيران/يونيو 1905، عن طريق تقديمها وصفًا قصيرًا عن Eremurus turkestanicus. كما قامت أيضًا بنشر العديد من الأعمال في "Imp. S.-Peterburgsk. Bot. Sada"، ومن بينها Draba korshinskyi في عام 1914.
وصفت أولغا 3 زهور سوسن جونو، إيريس بالدشوانيكا، إيريس ديجيرنسيس (التي تصنف الآن كمرادف لإيريس ناربوتي) وإيريس نارينيسيس (في مجلة جاردن أوف سانت بطرسبرغ المختصة بعلم النبات 159 في عام 1905، )
في عام 1906، أصبحت أولغا ثاني امرأة تنال مرتبة عضو في الأكاديمية الروسية للعلوم.
قامت أولغا بتسمية نوع واحد من النباتات، باسم فريتيلاريا سيرافشينكا لكنها لم تنشرها مطلقا (لتتحقق من صحة الاسم). في وقت لاحق، قامت عالمة نبات روسية أخرى ألكسي فيفيدينسكي، المختصة بالنباتات أحادية الفلقة، بتغيير لقب النبتة الذي وضعته أولغا مؤقتًا إلى فريتيلاريا أولغا ووصفتها بشكل رسمي في كتاب ابنها بوريس فيدتشينكو بعنوان «فلورا تركمانستان».
توفيت في 24 نيسان/أبريل 1921، في بتروغراد (التي تسمى اليوم سانت بطرسبرغ).

## الإرث
في عام 1922، قامت مودست ميخائيلوفيتش إيلجين (عالمة النبات في الحديقة النباتية التابعة لأكاديمية العبوم في روسيا السوفيتية) بتسمية جنس من النجميات (من آسيا الوسطى) أولغا، تكريما لها.
يستخدم الاختصار O.Fedtsch للإشارة أن هذا الشخص هو المؤلف عند الاستشهاد باسم نبات.